# 아르코솔리움
아르코솔리움(arcosolium)은 매장지로 사용되는 아치형의 벽감으로, 복수형은 아르코솔리아(arcosolia)이다. 이 단어는 라틴어 arcus(아치)와 solium(왕좌, 문자적으로는 "왕의 자리" 또는 후기 고전 라틴어 "사르코파구스")에서 유래했다.
초기 아르코솔리아는 카타콤의 살아있는 암석에서 조각되었다. 이 중 가장 초기에는 아치형 벽감이 지표면까지 잘려 나갔다. 그런 다음 전면에 낮은 벽을 쌓아 시신을 놓을 수 있는 구유(cubiculum, "방")를 만들었다. 그런 다음 납작한 돌판으로 시신을 담은 방을 덮어 밀봉했다. 돌판은 때때로 특히 기독교인들에게는 그 위에서 미사를 집전하는 제단으로도 사용되었다. 후기 아르코솔리아에서는 아치형 벽감이 허리 높이까지 잘려 나갔다. 그런 다음 석공들은 아래쪽으로 파내려가 시신이 놓일 방을 만들었다. 사실상 구유는 6면 중 5면에 절리암이 있는 사르코파구스였다. 이전과 마찬가지로 납작한 돌판으로 큐비큘럼을 밀봉했다.
13세기부터 르네상스까지 아르코솔리아는 특히 교회의 벽에 지상으로 건설되었다. 로마 시대 이후의 이 벽감들은 벽돌과 대리석으로 지어졌으며, 사르코파구스는 일반적으로 아치와 분리되어 있다. 이 무덤들은 해당 시대의 양식으로 매우 장식되어 있다. 플랑부아양, 플라테레스코, 성기 르네상스 양식이 모두 표현되어 있다.

## 같이 보기
- 로쿨루스 (건축): 또한 벽감과 비슷하다
- 코크 (무덤): 또한 바위를 깎아 만든다